# Reprezentacja Wietnamu Północnego w piłce nożnej mężczyzn
Reprezentacja Wietnamu Północnego w piłce nożnej – piłkarska reprezentacja nieistniejącego już Wietnamu Północnego występująca w latach 1956 – 1970.

## Udział wMistrzostwach Świata
- 1958 – 1974 – Nie brał udziału

## Udział wPucharze Azji
- 1956 – 1976 – Nie brał udziału